# Visconde de Leceia
Visconde de Leceia é um título nobiliárquico criado pelo Rei D. Luís I de Portugal, por Decreto de 26 de Julho de 1861, em favor de José Pedro Celestino Soares.
Titulares
1. José Pedro Celestino Soares, 1.º Visconde de Leceia.

Após a Implantação da República Portuguesa, e com o fim do sistema nobiliárquico, usou o título: 
1. Augusto de Simas Celestino Soares, 2.º Visconde de Leceia.